# ピースフィールド

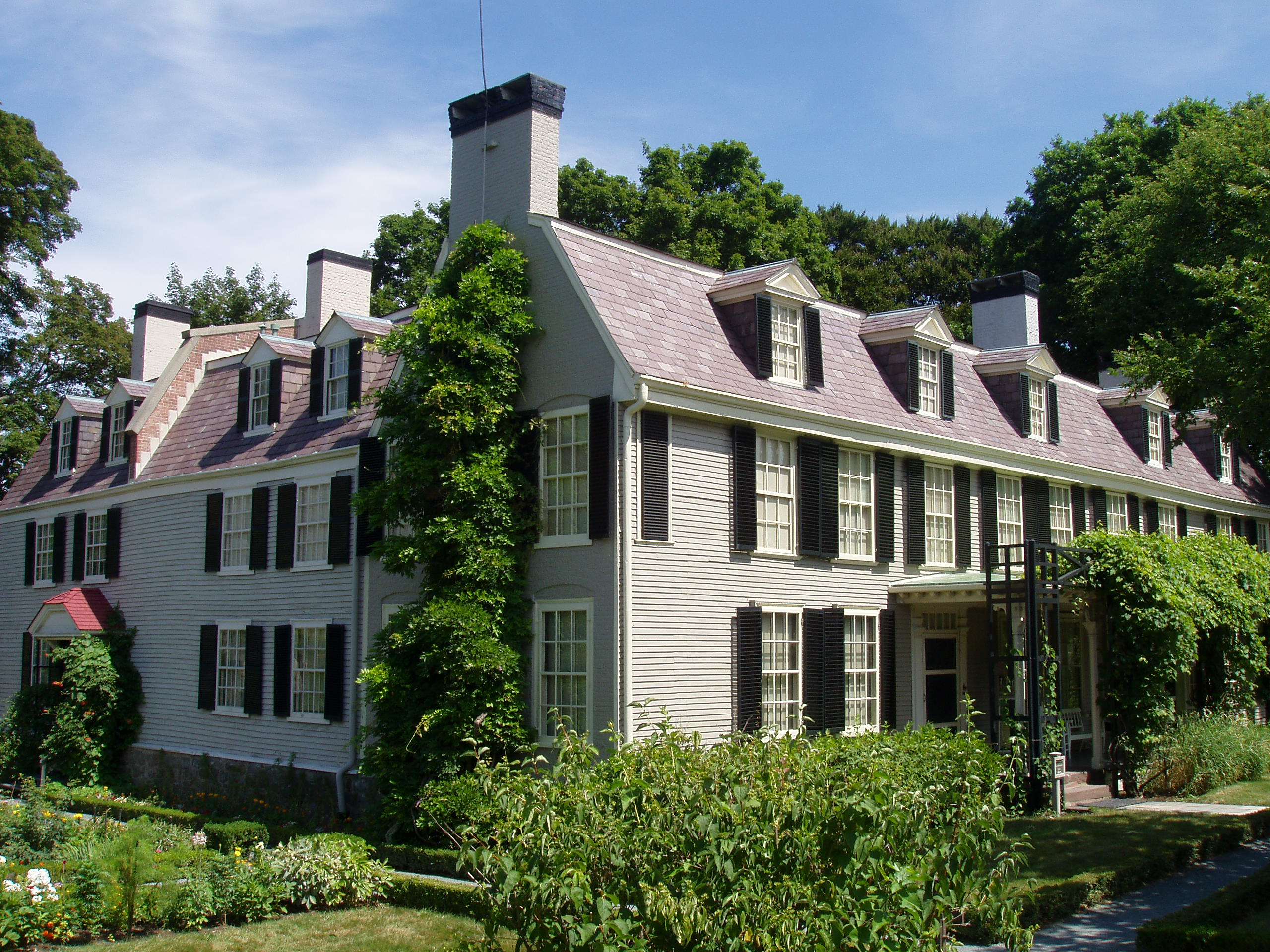
1731年建設のピースフィールド。ジョン、アビゲイル夫妻が住んでいた。

ピースフィールドまたはオールド・ハウス は、アメリカ合衆国マサチューセッツ州クインジーにある歴史的邸宅。アダムズ家が居住していた。現在アダムズ国立歴史公園の一部となっている。

## 歴史
マサチューセッツ州法起草者、アメリカ独立宣言寄稿者、初代アメリカ合衆国副大統領、第2代アメリカ合衆国大統領のジョン・アダムズ(1735年-1826年)、独立的思考を持ち、フィラデルフィアで行われる大陸会議に出席する夫の往復書簡で有名な妻アビゲイル(1744年11月11日-1818年10月28日)の邸宅および農場である。
また第6代大統領ジョン・クィンシー・アダムズ(1767年7月11日-1848年2月23日)、妻ルイーザ・アダムズ、南北戦争中イギリス大使であった息子チャールズ・フランシス・アダムズ、歴史家のその息子ヘンリー・アダムズ、ブルックス・アダムズも住んでいた。

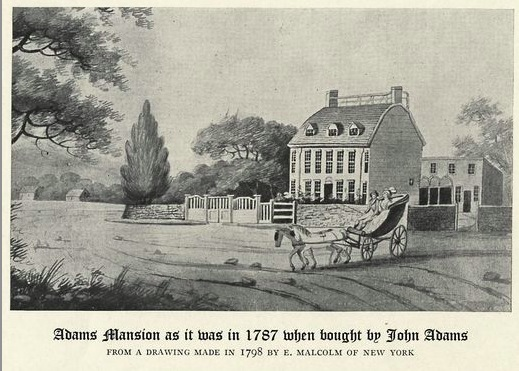
1787年、ジョン・アダムズが購入した当時の邸宅

1731年、ジャマイカ出身砂糖製造者レナード・ヴァッサルのために建設され、アメリカ独立戦争中、ロイヤリストのオーナーが遺棄していた邸宅を40エーカー (16 ha)の農場および果樹園と共に1787年にジョンとアビゲイルが購入した。当時のアダムズ一家はまだロンドンの住民であったが、1788年にこの地に戻り住むようになった。当時の邸宅は1階に天井の低い部屋が2室、他に寝室2室と屋根裏部屋があるのみでイングランドと比較し、夫妻は落胆していた。アビゲイルは「スズメの巣のようだ」と記した。
その後12年間、アダムズは副大統領、その後大統領としてフィラデルフィアに住み、アビゲイルは家と農場を取り仕切った。拡大を施し、向かって右側に通路、1階に広いパーラー、上階に広い書斎を作った。屋根裏部屋の階にギャンブレル屋根を施し、ジョージア様式の増築を行なったのである。アダムズは再選を掛けた1800年アメリカ合衆国大統領選挙で落選し、1801年に自宅に戻った。息子ジョン・クインジーもベルリンでの大使の任務を終え戻ってきた。さらなる増築がその息子のチャールズ・フランシスによって施された。
1946年、アダムズ家からアメリカ合衆国に寄与され、現在アメリカ合衆国国立公園局操業でアダムズ国立歴史公園の一部として一般に公開されている。ピースフィールド近くにジョン・アダムズ生家、ジョン・クインジー・アダムズ生家、そして両大統領および妻が埋葬されているユナイテッド・ファースト教区教会がある。

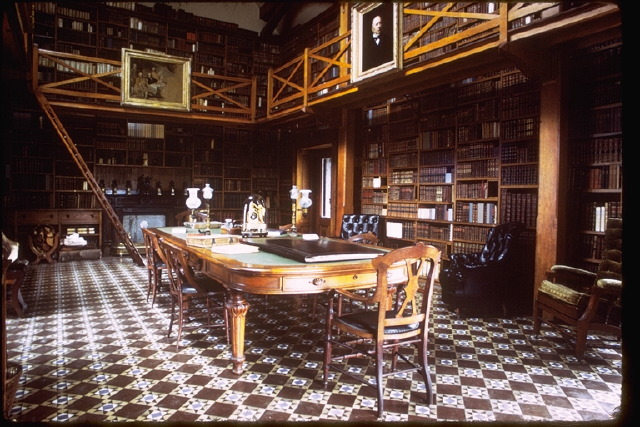
ストーン・ライブラリー内部。邸宅と離れた構造になっている。

一家と邸宅は政治およびアメリカ合衆国建国の歴史に関わりがある。2軒の古く小さな邸宅が敷地内にあり、ジョン・クインジー所有の14,000冊を所蔵する1870年建設のゴシック・リヴァイヴァル建築のストーン・ライブラリーもある。また代々伝わる歴史的なリンゴの果樹園、18世紀のフォーマルなフラワー・ガーデンもある。

## 関連事項
- アダムズ国立歴史公園